# Vietnamesischer Fußballpokal 2009
Der Vietnamesische Fußballpokal 2009 war die 19. Saison eines Ko-Fußballwettbewerbs in Vietnam. Der Pokal wurde von der Vietnam Football Federation organisiert. Er begann mit der  ersten Runde am 31. Januar 2009 und endete mit dem Finale am 29. August 2009.

## Termine
| Runde         | Datum                             |
| ------------- | --------------------------------- |
| 1. Runde      | 31. Januar 2009                   |
| Achtelfinale  | 21. Februar 2009 22. Februar 2009 |
| Viertelfinale | 4. April 2009 15. Juli 2009       |
| Halbfinale    | 29. Juli 2009                     |
| Finale        | 29. August 2009                   |

## Resultate und Begegnungen

### 1. Runde
|                     | Ergebnis        |                |
| ------------------- | --------------- | -------------- |
| 31. Januar 2009     |                 |                |
| Hòa Phát Hà Nội FC  | 0:0 (5:4 i. E.) | XM Hai Phong   |
| Quảng Nam FC        | 3:0             | XMCT Thanh Hoa |
| Hà Nội T&T          | 2:1             | Quảng Ngãi FC  |
| Than Quảng Ninh FC  | 0:1             | Quan khu 4     |
| Sông Lam Nghệ An    | 2:0             | Huda Hue       |
| CLB Đồng Nai        | 2:1             | Bình Định FC   |
| SHB Đà Nẵng         | 2:0             | An Giang FC    |
| Tây Ninh            | 0:1             | TDCS Dong Thap |
| Hoàng Anh Gia Lai   | 3:2             | Sai Gon United |
| Tiền Giang FC       | 1:0             | DTLA           |
| TP Hồ Chí Minh City | 1:2             | Cần Thơ FC     |

### Achtelfinale
|                   | Ergebnis        |                         |
| ----------------- | --------------- | ----------------------- |
| 21. Februar 2009  |                 |                         |
| Hà Nội ACB        | 2:1             | Hòa Phát Hà Nội FC      |
| 22. Februar 2009  |                 |                         |
| Quảng Nam FC      | 0:1             | Thể Công                |
| Hà Nội T&T        | 3:3 (2:4 i. E.) | Quan khu 4              |
| Sông Lam Nghệ An  | 1:0             | Dược Nam Hà Nam Định FC |
| Khatoco Khánh Hòa | 1:0             | CLB Đồng Nai            |
| SHB Đà Nẵng       | 2:1             | TDCS Dong Thap          |
| Hoàng Anh Gia Lai | 1:0             | DTLA                    |
| Cần Thơ FC        | 1:3             | Becamex Bình Dương      |

### Viertelfinale
|                   | Ergebnis        |                    |
| ----------------- | --------------- | ------------------ |
| 4. April 2009     |                 |                    |
| Hà Nội ACB        | 1:2             | Thể Công           |
| Quan khu 4        | 0:0 (1:3 i. E.) | Sông Lam Nghệ An   |
| Khatoco Khánh Hòa | 0:3             | SHB Đà Nẵng        |
| 15. Juli 2009     |                 |                    |
| Hoàng Anh Gia Lai | 0:3             | Becamex Bình Dương |

### Halbfinale
|               | Ergebnis        |                    |
| ------------- | --------------- | ------------------ |
| 29. Juli 2009 |                 |                    |
| Thể Công      | 4:1             | Sông Lam Nghệ An   |
| SHB Đà Nẵng   | 3:3 (3:0 i. E.) | Becamex Bình Dương |

### Finale
|                 | Ergebnis |             |
| --------------- | -------- | ----------- |
| 29. August 2009 |          |             |
| Thể Công        | 0:1      | SHB Đà Nẵng |

| Vietnamesischer Pokalsieger 2009 |
| SHB Đà Nẵng                      |
| -------------------------------- |